# アトピー性皮膚炎
アトピー性皮膚炎（アトピーせいひふえん、英語: atopic dermatitis）とは、アレルギー反応と関連があるもののうち皮膚の炎症を伴うもの。アトピー性湿疹（英語: atopic eczema）と呼ぶ方が適切である。アトピーという医学用語は、主にタンパク質のアレルゲンに強く反応する傾向のことであり、気管支喘息、鼻炎などの他のアトピー性のアレルギー疾患にも冠されることがある。アトピーである場合、典型的には皮膚炎、鼻炎、喘息の症状を示すことがあり、その内の皮膚炎（湿疹）のことである。アトピー性皮膚炎は遺伝的なアレルギー反応によって皮膚に炎症が生じ、長時間持続する皮膚疾患で、アレルギー鼻炎、アレルギー結膜炎、喘息などと共に代表的なアトピー疾患の一つであり、たいてい生後2~3ヶ月から現れ、多くの場合成長しながら症状が良くなる。過半数は乳児期に、そして90%までが5歳までに発症する。
アトピー性皮膚炎の原因となる遺伝子はまだ明らかになっていないが、家族の中にアトピー疾患がある場合、アトピー性皮膚炎の発生可能性が高い。 皮膚の乾燥症や皮膚免疫細胞の外部アレルギー物質に対する過敏な反応によって発生することもあり、大気汚染および環境変化の他に精神的ストレスもアトピー皮膚炎の原因になりうる。 アトピー性皮膚炎が生じた皮膚部位には、ひどいかゆみ、赤い斑点、水ぶくれ、浮腫、粘液、かさぶたなどが現れることがある。 かゆみのため、皮膚を繰り返し掻くと湿疹ができてかゆみがさらにひどくなることもあり、時間が経つにつれて皮膚が荒れて厚くなり、肌の色が濃くなることもある。 アトピー性皮膚炎はアレルギー検査を通じて皮膚炎を悪化させる要因を確認し、症状が深刻な程度によって該当部位に適切な薬物を通じてかゆみと炎症を減少させる。 一般的な薬物治療で良くならない深刻な場合には、全身治療のための他の薬物と紫外線などを使用して治療する。 アトピー性皮膚炎の予防及び管理のためには、皮膚炎の原因となるアレルギー要因を避け、室内の温度(20-22℃)と湿度(45-55%)を適正水準に維持し、肌をよく洗って保湿剤を使用して乾燥しないようにすることが重要である。 また、適切な運動や親密な対象との対話などを通じてストレスを解消し、情緒的に安定した状態を維持することなどが必要だ。

## 初出と意味
アトピーという名称の由来は、「特定されていない」「奇妙な」という意味のギリシャ語「アトポス」（atopos - a=否定、topos=由来）であり、1923年にアーサー・フェルナンデス・コカ とロバート・アンダーソン・クックによって命名された。アトピー性皮膚炎 (atopic dermatitis)という病名が医学用語として登場するのは1933年で、アメリカ人の皮膚科医マリオン・ザルツバーガーらが、皮膚炎と結びつけて使用したことにはじまる。
コカはアトピーの名称を異常な過敏反応を指して使い、病原体や病因が不明で眼、鼻、気管支、皮膚など多彩に発現し、奇妙、不思議であるということである。アトピー性の人の血中に、アレルゲンに反応するレアギンが検出されることが分かり、これは免疫グロブリンに属することが分かりγEと命名され、今日ではIgEと呼ばれている。
世界アレルギー機構(WAO)の定義するところでは、アトピーとは、主にタンパク質のアレルゲンに暴露されIgEを産生する傾向のことで、IgEに対する高反応だということである。それは家族的な場合もあり、典型的な症状として喘息、鼻炎、湿疹を示すことがある。そしてIgE検査でIgE感作が証明されるまではアトピーとは言えない。
世界アレルギー機構の定義では、広く皮膚の炎症を指す時に皮膚炎を使用し、アレルギー性喘息や鼻結膜炎があるというような共通の特徴があるアトピー性体質の者の場合には、アトピー性皮膚炎と呼ぶよりアトピー性湿疹の方が適切である。
アトピー性皮膚炎の罹患者224人平均年齢26.4歳にて、91人は気管支喘息であり、166人はアレルギー性鼻炎、138人は過去1年間持続的に皮膚症状を呈しており、65人(29%)が一般的な食物アレルギー（小麦粉、牛乳、卵、ピーナッツ、大豆）であった。

## 原因
日本皮膚科学会ガイドラインでは、アトピー性皮膚炎は表皮、なかでも角層の異常に起因する皮膚の乾燥とバリアー機能異常という皮膚の生理学的異常を伴い、多彩な非特異的刺激反応および特異的アレルギー反応が関与して生じる。
アトピー素因
- 家族歴・既往歴（気管支喘息、アレルギー性鼻炎・結膜炎、アトピー性皮膚炎のうちいずれか、あるいは複数の疾患）
- 免疫グロブリンE（IgE）が高値

65%が1歳までに、90%が5歳までに発症する。
遺伝要因は約50%だと推定されているが、先進国では21世紀までに過去30年にわたり小児アトピー性疾患（喘息、アトピー性皮膚炎、アレルギー性鼻結膜炎）が増加してきており、そうした有病率の増加は遺伝要因からは説明しがたいし、実際にアトピー性疾患にかかる子供の大半は遺伝的にリスクの高いグループに属しているということもない。またアレルギー性疾患とアトピー性疾患の関連は十分に証明されている。
遺伝的要因
遺伝子の解析により、マスト細胞、好酸球にIgE抗体を結合させるレセプターや、サイトカインのうちアレルギーの炎症に関与するものの遺伝子が集中している遺伝子座がアレルギーと関連していることが明らかになっている。
日本人のアトピー性皮膚炎患者の約3割弱にフィラグリン遺伝子変異がみられる。フィラグリンは角層のバリア機能の形成や水分保持といった機能の蛋白である。フィラグリン遺伝子変異を有していると、2歳未満の若年発症が多い、より重症になりやすい、成長に伴い寛解しないといった傾向がみられる。palmar hyperlinearity（手掌、特に拇指球にみられる皮膚紋理の増強）は、フィラグリン遺伝子変異に対する感度（ホモ接合体100%、ヘテロ接合体約75%）・特異度（約95%）がともに高い。
2003年のアメリカ皮膚科学会による、小児アトピー性皮膚炎のコンセンサス会議では、アレルゲンへの暴露とアトピー性皮膚炎の発症の抑制との関連に焦点が当てられ、それは妊産婦の食物摂取までを含めたものでさらなる研究が必要とされ、研究は進展してきた。
1940年代より乳児の食品の摂取状況とアレルギーの発症に関する報告があり、そうした先行する研究から、母乳の保護効果なのか、牛乳タンパク質の回避によるのかといった2通りの考え方が提起された。アトピー性皮膚炎のリスク排除の第一手段として乳児の完全母乳が推奨されており、2010年のシステマティック・レビューでは、完全母乳を実施しない場合には18の研究はすべて、100%乳清タンパク質の分解乳を用いたほうが、牛乳タンパク質を原料とする調整粉よりも、アトピー性皮膚炎とアトピー性疾患の発症リスクを低下させていた。あるいは、母乳哺育を行う生後4か月までの乳児の母親が、牛乳の摂取を制限することで、その子のアトピー性皮膚炎の発症率を下げる。母乳中に主な食物アレルゲンであるα1カゼインが移行することは確認されている。生後4か月までに4種類の固形食品を摂取した場合には、10歳までのアトピー性皮膚炎のリスクが2.9倍であった。

### 原因に関する仮説
下記の諸説があり解明されていない。
腸内・表皮・肺・口腔内等による細菌叢
表皮常在菌のバランスの乱れによる表皮の黄色ブドウ球菌異常増殖が原因となっている可能性が高い。一方、関西医科大学小児科らの研究チームは、腸内細菌叢とアレルギー症状の推移の間に明確な相関を認めなかったとしている。
表皮バリア破綻説がある。アトピー性皮膚炎では、皮膚の保湿に関わる成分であるセラミドの減少も原因である。なお、入浴すると表皮が柔らかくなり、セラミドが減少することにより、症状が改善されない場合がある。
食事要因
魚、ω-3脂肪酸、ナトリウム、抗酸化物質の不足などが言われている。アトピー性皮膚炎患者に対してω-6脂肪酸（主としてリノール酸）の含有量の低い食事を与えたところアトピーに改善効果が認められた。

## 皮膚炎の症状
- 乳児湿疹と混同される場合もある。その炎症は頭部に始まり、次第に顔面に及ぶ。そして体幹、手足に下降状に広がる。
- 幼児期-学童期には、肘窩や膝窩などの関節の屈側に病変が生じ易く、耳介の下部が裂けるような症状（耳切れ）を呈する。
- 思春期以後は、広範囲にわたり乾いた慢性湿疹の症状を呈する。
- 眉毛の外側が薄くなる（ヘルトゲ兆候）。
- 発赤した皮膚をなぞると、しばらくしてなぞったあとが白くなる（白色皮膚描記）。
- 乾燥して表面が白い粉を吹いたようになり、強い痒みを伴う
- 頭皮にフケが生じやすい（不潔要因ではなく乾燥要因のため、過度な洗髪は逆効果）
- 傷や炎症軽快後は、長期の黒ずみ（色素沈着）が生じやすい
- 赤い湿疹、結節などができ、激しい痒みを伴う。痒疹を伴うこともある。
- 湿潤した局面から組織液が浸出することがある。
- 慢性化すると、鳥肌だったようにザラザラしたものができ、皮膚が次第に厚くなる。
- しこりのあるイボ状の痒疹ができることがあり、この場合難治性である。イボになることもある。
- 思春期以降は、手指に症状が表れ易くなり、爪元から第二関節あたりが特に酷く荒れやすい
- 児童期が湿潤型、思春期以降は乾燥型の皮膚炎を起こす
- 湿潤型は主に首周りや肘膝関節裏、乾燥型は頭皮、額、肩、内腿、内腕に発症し易いのが特徴である。また乾燥型に切り替わるとき、湿潤型の症状は軽快する傾向がある。

## 診断
日本皮膚科学会の診断基準は、
1. かゆみ
2. 特徴的な皮疹とその分布
3. 慢性・反復性の経過

で、3つすべて当てはまるものをいう。

## 検査
血液検査
- 好酸球や好塩基球、IgEなどの上昇がみられる。IgEは総IgEと特異的IgEがあり、特異的IgEではダニなどのアレルギーが悪化要因となっていないかが調べられる。
- TARC (Thymus and Activation-Regulated Chemokine) は、血清で測定するケモカインの一種である。病勢に比例して上昇する（健康保険適応あり）。

VAS (visual analog scale)
主観的な掻痒の程度の指標。100%が最も痒みが強い時、0%がまったく痒みがない時として、何%かをみる。主観に頼るため一般的な指標になりにくいが、痒みの改善度をみるのには非常に有用である。また、掻痒だけでなく、掻痒によって生じる睡眠障害の程度もこの指標が利用される。
SCORAD (SCORing Atopic Dermatitis)
発疹の範囲（熱傷 9の法則に準じる）、紅斑・苔癬化などの発疹の多様性、VAS（掻痒・睡眠障害）を数値化し点数にし、重症度を評価する。合計108点満点。アメリカ等で普及している。
EASI(Eczema Area and Severity Index)体全体の他覚的なアトピー性皮膚炎重症度を表す。乾癬の評価指標Psoriasis Area and Severity Index（PASI）の手法を修正して作成されており、アトピー性皮膚炎において重要な形態的変化の重症度とその広がりから、アトピー性皮膚炎重症度を簡便に評価する。アトピー性皮膚炎の臨床試験アウトカムを標準化するための国際的グループである Harmonising Outcome Measures for Eczema（HOME）によって推奨されている。

## 経過
アトピー性皮膚炎治療ガイドラインには以下のように記載されている。
一般に慢性に経過するも適切な治療により症状がコントロールされた状態に維持されると、自然寛解も期待される疾患である。と明記されている。

### 主な合併症
アトピー性皮膚炎体質の人は一般に皮膚が弱く、子供の頃におむつかぶれを起こしやすかったり、各種の化粧品、塗り薬、洗剤などによる接触性皮膚炎を起こしやすいことが知られている。アレルギー反応が強い箇所を中心に、結節を伴う痒疹（結節性痒疹）を生じることがある。慢性化、難治化することもある。円形脱毛症の合併も知られている。

### 感染症
- 細菌に関しては、重度の湿疹病変から進入した黄色ブドウ球菌などによる伝染性膿痂疹（とびひ）をとくに幼児において多く合併することで知られている[22]。
- 伝染性軟属腫（水いぼ）などのウイルスによる皮膚疾患に感染しやすく、アトピー性皮膚炎患者が単純ヘルペスを罹患すると重症化することが知られている（カポジ水痘様発疹症）。

### 眼科疾患
最近では白内障や網膜剥離を合併するケースが増えてきている。
網膜剥離に関しては、特に顔面の症状が酷い際の掻破、顔をたたいてかゆみを紛らわせる行動などの物理的な刺激の連続により発生すると考えられている。白内障については原因は、
- 網膜剥離と同様、顔や瞼の痒みから強く擦ったり叩いたりするからではないか
- 水晶体は発生学的に皮膚細胞と同じ分類に入るため、アトピー性皮膚炎と同様な病変が起こるのではないか

といった説がある。いずれにせよ、加齢に伴って発症する通常の老人性白内障とは異なる原因で発生すると考えられており、また水晶体が皮質からではなく核から濁ってゆく事が多いという症状のパターンの違いから、「アトピー性白内障」と呼ばれることもある。ステロイド内服の副作用として白内障があげられることから、原因としてステロイド外用剤の副作用が疑われたが、外用剤との因果関係は統計がないため不明である（内服薬の副作用として発生する際は、白内障ではなく緑内障の発生率のほうが高い）。外用剤のみで治療されているアトピー性皮膚炎患者では緑内障の方が少ないということから、ステロイド外用剤は直接白内障とは関連がないとの結論に至っている。

### 合併症
アトピー性皮膚炎では、様々な病原微生物感染症が合併しやすい。ウイルスでは、単純ヘルペスウイルスや伝染性軟属腫ウイルスで、健常者と比べて罹患率が高く重症化すると広範囲に小水疱が波及し、カポジ水痘様発疹症、疱疹性湿疹と呼ばれる。伝染性軟属腫はアトピー性皮膚炎のものでは難治化しやすい。

## 治療

### 薬物療法

#### 外用薬
ステロイド（副腎皮質ホルモン剤）
ステロイド（副腎皮質ホルモン剤）外用剤は、免疫反応を抑制し、症状を改善する効果がある。外用剤にはランクがあり、「Weak（弱い）」「Medium（普通）」「Strong（やや強い）」「Very Strong（かなり強い）」「Strongest（最も強い）」に分けられ、症状の度合い・炎症の発生部位によって使い分ける。ステロイド外用剤の副作用には、皮膚萎縮、皮膚感染症の誘発、毛細血管拡張などがある。またステロイド外用剤によるプロアクティブ（proactive）療法（アトピー性皮膚炎が寛解している際でも週に1〜2回ステロイドを外用することにより症状の増悪を予防する）は再発を予防する目的で各国で行われている使用法である。TARC試験と合わせたアトピー性皮膚炎の皮膚症状のコントロールの方法として注目されている。また外用剤は、内服薬に比べ副作用は少ない。
日本の関係学会はステロイド外用薬を擦り込んで塗らずに「湿疹を覆うように」塗るよう指導している。
タクロリムス軟膏（プロトピック®軟膏）
免疫抑制薬のタクロリムスを外用剤として製剤化したものである。濃度は成人用では0.1%、小児用は0.03%である。1993年から治験として使われ始め1999年6月に認可された。ステロイドの「strong」の強さをもつ一方、正常な皮膚には作用せず（分子量が大きいため）、炎症が強く壊れた皮膚にのみ浸透していく性質があり、顔や首などステロイドによる副作用が強く現れやすい顔面や頸部に使われやすい。特にアトピー性皮膚炎で生じる頚部のさざなみ様沈着には効果が高いとされている。使用開始初期にヒリヒリとした刺激感や火照りを感じる人もいるが、徐々に治まってくる事が多い。妊娠中・授乳中は使用禁止となっている。また、胎児や新生児・乳児への影響については報告されていないが、日本では小児用は2歳以上16歳未満、成人用は16歳以上の適応となっている。外用後の強い日光浴は避けるべきとされている。また皮膚癌やリンパ腫の発生リスクの問題に関しても、タクロリムス軟膏外用を行っても自然発生率を超えるものではないとの報告がみられるようになってきた。
プロアクティブ療法 - ステロイド等で症状が落ち着いた後、もともと炎症のあった場所に、抗炎症作用のある外用薬を塗布する治療法。再燃を長期にわたって抑えることができる。慶應大学病院皮膚科アトピー外来は、タクロリムス軟膏を用いたプロアクティブ療法の有用性を報告している。
保湿外用薬
実際の処方では、ワセリン、プラスチベース等の油性のものや、適度に水分を含んだクリーム状の保湿剤（ヒルドイドソフト軟膏等）がよく処方されるが、医療機関で処方されるものだけでなく、薬局・薬店で購入できるスキンケア製品でも効果が期待できる。ただし患者の敏感な皮膚は製品によっては接触性皮膚炎を起こすこともあり、使用感がよく、かぶれを起こさない製品を選択することが重要である。いろいろ試して、自分に合う保湿剤を探索するのが良い。今後さらに具体的な使用法やセルフケアについてのエビデンスの蓄積が期待される。
デルゴシチニブ
非ステロイド性の世界初の外用JAK（ヤヌスキナーゼ）阻害剤として2020年6月に発売された。
ジファミラスト
日本初の外用PDE-4（ホスホジエステラーゼ-4）阻害薬として2021年6月に発売された。

#### 内服薬
ウパダシチニブ・アブロシチニブ
内服のJAK阻害薬。
デュピルマブとJAK阻害薬の有効性、安全性などを比較する試験が施されており、即効性や治療効果などはJAK阻害薬の方が優れていることが示されている。12歳以上・中等症以上の人が使える。
シクロスポリン内服療法
シクロスポリン内服療法は、アトピー性皮膚炎治療の強力な選択肢として、日本でも2008年に承認された（先発品のネオーラルのみ）。シクロスポリン内服療法にあたっては、適応、投与量、使用期間について添付文書やガイドラインを遵守すべきであり、患者またはその家族に有効性および危険性を予めよく説明し理解を得た上で投与する必要がある。TDM（薬物血中濃度測定）が必要。
抗ヒスタミン薬・抗アレルギー薬
痒みが強い場合、必要に応じて抗アレルギー薬・抗ヒスタミン薬が補助的に使用される。アトピー性皮膚炎の患者では、発疹→痒み→掻破行為→発疹にて悪循環になっていることが多い。そのため、その悪循環を断つという意味で痒みを抑える効果のある抗アレルギー薬はある程度有効である。効果が現れるのには数週間ほど時間がかかるという特徴がある。
漢方療法
漢方薬は西洋薬と併用され、補助的に用いられる。炎症やかゆみの沈静に効果がある。胃腸症状が時々、薬疹がまれにみられるが、2003年から2009年9月までに報告された11編の論文を対象としたEBM調査では、漢方薬の有用性が示される一方、重篤な有害性は認められなかった。
日本全国の約110施設において、2006年4月～9月の6ヶ月間に登録された397例を対象者として、GPSPを参考としたプロスペクティブ調査が行われ、その結果、24週間の補中益気湯の服用により、皮疹と外用剤使用量の総合評価において、有効以上が88.7%とされた。大多数の症例で症状の維持以上の効果が期待でき、アトピー性皮膚炎が軽快する症例が多く観察された。特に重篤な副作用も見られなかった。本薬との因果関係が完全に否定できない副作用とみられる事例は、1.5%と397例中6例に見られ、黒褐色皮膚疹、イライラや不眠、胃もたれ、便秘などで、投薬中止後すぐに回復している。

#### 注射薬
デュピルマブ
ヒト型抗ヒトIL-4/13受容体モノクローナル抗体。既存治療で効果不十分なアトピー性皮膚炎を効能・効果として2018年4月に発売された。アトピー性皮膚炎初の抗体医薬品である。中等症〜重症（生後6ヶ月以上）の人に使用ができ、注射する頻度は2週間に1回。

### 民間療法
民間療法には、外用薬、鍼灸と漢方の併用、食事療法などがあり、皮膚症状の改善を認めているが対象群が設定されていないため結果の信頼性は高くなく、プロバイオティクスについては海外の研究が多く結果は様々である。温泉療法があり、草津温泉では皮膚症状を改善させることで痒みを改善させている。草津の泉質は酸性が強く殺菌作用があり、場所により硫黄を含む。

### 生活指導
一般的にアトピー性皮膚炎では下記の生活指導が有用である。
- 入浴、シャワーにより皮膚を清潔に保つ。
- 室内を清潔に保ち、適温・適湿の環境を作る。
- 冬季太平洋側では加湿器の積極利用。
- 規則正しい生活を送り、暴飲・暴食は避ける。
- 刺激の少ない衣服を着用する。
- 爪は短く切り、掻破による皮膚障害を避ける。
- 眼囲の皮疹を掻破、叩打することによって眼病変（白内障、網膜裂孔、網膜剥離）を生じうることに留意し、顔面の症状が高度な例では眼科医の診察を定期的に受ける。
- 細菌・真菌・ウイルス性皮膚感染症を生じやすいので、皮膚をよい状態に保つよう留意する。

アトピー性皮膚炎の痒みの強さと掻くことに対する心理的介入が有効とするランダム化比較研究は8つ存在し、メタアナリシスの実施が求められるが、行動療法、認知行動療法、構造化教育プログラムが含まれ、ストレス管理、アロマテラピーマッサージは偽薬群（プラセボ効果）に比較して効果がなかった（ストレス管理では不安は減少し、アロマではただのマッサージとに差はない）。

## ステロイド外用薬とアトピービジネス
日本では1990年代に、マスコミによりアトピー性皮膚炎とステロイド外用薬の報道がニュースステーションで大規模に行われ、誤情報も拡散した。（病気を治療するための薬が実は病気の原因であるから使用するべきでないとするなどのステロイド忌避など）。この誤解、虚偽を利用した反ステロイド、ステロイドの危険性を強迫的に訴え、製薬会社や正統派の医学が金銭目的で患者を増やしているという陰謀論から導き出される、ステロイド以外の自身が「発見」した治療法や薬物を使用するよう喧伝し、ただしプラセボ効果以上の効果はなく、同時に、正しい治療の機会を奪いその間に病気が進行する悪化するという弊害をもたらす、悪徳商法は「アトピービジネス」と呼ばれ、業者の逮捕例も多数ある。医師がアトピービジネスを行う例もあり、問題となっている。

## 住環境変化による悪化
かつての日本は冬季の間、どこの家庭、職場、学校においても石油ストーブが重用され湿度は一定に保たれた。むしろ、上部にヤカンを置くことによりスチームが発生し加湿器代わりにもなった。現代は、大半が電気暖房エアコンに置き換わり乾燥を助長させた。これは前者が灯油が燃焼される過程で多量の水蒸気を発生させる反面、後者は強制的に空気のみを温めるため空気が膨張し体積を増すことで（元々の空気に含まれる水蒸気量は変わらない）、相対湿度が下がってしまうためである。また、前者は放射熱で自然に温まるのに対して、後者は風を肌に直接あてるためより肌の水分を奪う。このため、アトピー患者にとっては冬季加湿器の併用がより重要になってくる。既述のようにアトピーの最大要因は皮膚のバリア機能欠損による水分の低下による皮膚乾燥によるもので、これら現代の住環境・空調機器変化が、成人型アトピーの悪化に影響を与えている。

## アトピーによる精神面への影響
他の疾患と比べて特異な点として、アトピーは、肌の炎症や色素沈着など見た目に顕著に出てくる疾患なため、容姿が著しく悪化することから、患者にとっては痒み・痛みなどの肉体的苦痛とともに、外見上の美醜の観点でも著しく精神的苦痛を伴う。皮膚炎が目立つため夏場に薄着ができない、着用する洋服の素材が限られる、化粧・長髪ができない等のファッション・美容においての制約も出てくる。また、アトピーはストレスが蓄積されるほど悪化する相互性も併せ持つ事から悪循環にも陥りやすい。また、爪で皮膚を引っ掻くことで、アトピーの炎症が悪化することを頭でわかっていても、激しい痒みに耐えきれず掻いてしまい、益々外見上で悪化してしまう後悔などもストレスとして蓄積される。特に学童期～学生期においてはアトピーによる清潔感の欠如からいじめの対象となるリスクもある。このように、アトピーは精神面や性格形成においても影響を与える素因を持つ。

### 関連団体
- 公益社団法人日本皮膚科学会
- JAANet - 公益財団法人日本アレルギー協会